# Octoblepharum arthrocormoides
Octoblepharum arthrocormoides là một loài rêu trong họ Octoblepharaceae. Loài này được N. Salazar & B.C. Tan mô tả khoa học đầu tiên năm 2010.